# Parlamentswahl in Finnland 1924
- STPV: 18
- SDP: 60
- ED: 17
- RKP: 23
- ML: 44
- KOK: 38

Die Parlamentswahl in Finnland 1924 (finnisch Eduskuntavaalit 1924; schwedisch Riksdagsvalet 1924) fand am 1. und 2. April 1924 statt. Es war die Wahl zum 11. finnischen Parlament.
Eine Neuwahl war erforderlich geworden, nachdem die 27 Abgeordnete der Sozialistischen Arbeiterpartei im August 1923 wegen angeblichen Landesverrats verhaftet wurden und Präsident Kaarlo Juho Ståhlberg die Auflösung des Parlaments verordnete.
Das Sozialistische Arbeiter- und Kleinbauernwahlbündnis trat für die Sozialistische Arbeiterpartei bei der Wahl an, verlor jedoch neun Sitze. Davon profitierten in erster Linie die Sozialdemokraten, die 4,0 Prozentpunkte dazugewannen und vor dem Landbund, der nur leicht verlor, klar die stärkste Kraft blieben.

## Teilnehmende Parteien
Es traten 6 verschiedene Parteien und ein Bündnis zur Wahl an:
| Partei / Name | Partei / Name | Ausrichtung        | Spitzenkandidat  |
| ------------- | --- | ------------------ | ---------------- |
|               | Sozialdemokratische Partei Finnlands Suomen Sosialidemokraattinen Puolue (SDP) Finlands Socialdemokratiska Parti         | sozialdemokratisch | Matti Paasivuori |
|               | Landbund Maalaisliitto (ML) Agrarförbundet                                                                               | agrarisch          | Petter Heikkinen |
|               | Nationale Sammlungspartei Kansallinen Kokoomus (KOK) Samlingspartiet                                                     | konservativ        | Antti Tulenheimo |
|               | Schwedische Volkspartei Ruotsalainen Kansanpuolue (RKP) Svenska Folkpartiet (SFP)                                        | liberal            | Eric von Rettig  |
|               | Nationale Fortschrittspartei Kansallinen Edistyspuolue (ED) Framstegspartiet                                             | liberal            | Oskari Mantere   |
|               | Sozialistische Arbeiter- und Kleinbauernwahlorganisation Sosialistinen Työväen ja Pienviljelijöiden Vaalijärjestö (STPV) | sozialistisch      |                  |
|               | Bauern-Wahlbündnis Talonpoika Vaaliliitto                                                                                | agrarisch          |                  |

## Wahlergebnis
Die Wahlbeteiligung lag bei 57,4 Prozent und damit 1,1 Prozentpunkte unter der Wahlbeteiligung bei der letzten Parlamentswahl 1922.
| Partei            | Partei                                                          | Stimmen   | Stimmen | Stimmen | Sitze  | Sitze |
| Partei            | Partei                                                          | Anzahl    | %       | +/−     | Anzahl | +/−   |
| ----------------- | --------------------------------------------------------------- | --------- | ------- | ------- | ------ | ----- |
|                   | Sozialdemokratische Partei Finnlands (SDP)                      | 255.068   | 29,02   | +3,96   | 60     | +7    |
|                   | Landbund (ML)                                                   | 177.982   | 20,25   | −0,02   | 44     | −1    |
|                   | Nationale Sammlungspartei (KOK)                                 | 166.880   | 18,99   | +0,84   | 38     | +3    |
|                   | Schwedische Volkspartei (RKP)                                   | 105.733   | 12,03   | −0,38   | 23     | −2    |
|                   | Sozialistische Arbeiter- und Kleinbauernwahlorganisation (STPV) | 91.839    | 10,45   | −4,36   | 18     | −9    |
|                   | Nationale Fortschrittspartei (ED)                               | 79.937    | 9,09    | −0,12   | 17     | +2    |
|                   | Bauern-Wahlbündnis                                              | 456       | 0,05    | +0,05   | —      | —     |
|                   | Sonstige                                                        | 1.046     | 0,12    | +0,03   | —      | —     |
| Gesamt            | Gesamt                                                          | 878.941   | 100,00  |         | 200    |       |
| Gültige Stimmen   | Gültige Stimmen                                                 | 878.941   | 99,45   |         |        |       |
| Ungültige Stimmen | Ungültige Stimmen                                               | 4.884     | 0,55    |         |        |       |
| Wahlbeteiligung   | Wahlbeteiligung                                                 | 883.825   | 57,41   |         |        |       |
| Wahlberechtigte   | Wahlberechtigte                                                 | 1.539.393 | 100,00  |         |        |       |
| Quelle:           |                                                                 |           |         |         |        |       |

## Nach der Wahl
Am 31. Mai 1924 wurde Lauri Ingman von der Sammlungspartei Ministerpräsident. Es entstand eine Koalition aus Landbund, Sammlungspartei, Schwedischer Volkspartei und Fortschrittspartei. Erstmals seit drei Jahren entstand somit eine Mehrheitsregierung (122 Mandate von 200). Ingmans Koalition hielt jedoch nicht lange nachdem der Landbund wegen eines Streits um Beamtenpensionen aus der Koalition ausgetreten war. Am 31. März 1925 wurde Antti Tulenheimo (ebenfalls Sammlungspartei) neuer Ministerpräsident. Tulenheimo bildete eine Minderheitsregierung aus Sammlungspartei und Landbund, die so auf gerade mal 82 Sitze kamen. Vom 31. Dezember 1925 bis zum 13. Dezember 1926 war schließlich Kyösti Kallio vom Landbund zum zweiten Mal Ministerpräsident – die Regierung bildeten weiterhin Sammlungspartei und Landbund. Am 13. Dezember 1926 übernahmen die Sozialdemokraten unter ihrem neuen Ministerpräsident Väinö Tanner die Regierung. Ein knappes Jahr, nämlich bis zum 17. Dezember 1927 regierten die 60 Abgeordnete der SDP alleine in einer Minderheitsregierung.
Übersicht:
1. Kabinett Ingman II – Lauri Ingman (Kok.) – Regierung: Kok., Ed., RKP, ML (31. Mai 1924 bis 31. März 1925)
2. Kabinett Tulenheimo – Antti Tulenheimo (Kok.) – Regierung: Kok., ML (31. März 1925 bis 31. Dezember 1925)
3. Kabinett Kallio II – Kyösti Kallio (ML) – Regierung: ML, Kok. (31. Dezember 1925 bis 13. Dezember 1926)
4. Kabinett Tanner I – Väinö Tanner (SDP) – Regierung: SDP (13. Dezember 1926 bis 17. Dezember 1927)